# سيكستوس إمبيريكوس
سيكستوس إمپيريكوس (160-210 ق.م) كان طبيباً وفيلسوفاً وتذكر لنا المصادر أنه عاش في الإسكندرية أو روما أو أثينا على خلاف. أعماله الفلسفية هي الأكمل من بين ما وصلنا عن مذهب الشُكّاك الإغريقي والروماني.
في أعماله الطبية يقول الرأي التقليدي بأنه انتمى إلى المدرسة الطبية التجريبية المضاودة للمدرسة الطبية الدوغمائية. إلا أنه يبدو وكأنه ينسب نفسه إلى المدرسة المنهجية في كتابته مرتين على الأقل.

## روابط خارجية
- سيكستوس إمبيريكوس على موقع الموسوعة البريطانية (الإنجليزية)
- سيكستوس إمبيريكوس على موقع الموسوعة البريطانية (الإنجليزية)